# 敬和学園大学
敬和学園大学（けいわがくえんだいがく、英語: Keiwa College）は、新潟県新発田市富塚1270に本部を置く日本の私立大学。1967年創立、1991年大学設置。大学の略称は敬和。
キリスト教精神に基づくリベラル・アーツ教育を行う。

## 沿革
- 1963年 - 新潟キリスト教主義高等学校設立準備委員会発足
- 1967年 - 高等学校名を「敬和学園」と命名。学校法人敬和学園設立
- 1968年 - 敬和学園高等学校開校
- 1980年 - 「大学設立委員会」発足
- 1986年 - 理事会・評議委員会で大学設立を議決
- 1987年 - 「敬和学園大学設立準備室」開設
- 1991年 - 敬和学園大学開学（人文学部国際文化学科、英語英米文学科）
- 1993年 - 人文学部英語英米文学科に教職課程（英語）設置
- 1997年 - 体育館・講義堂増築献堂式
- 2000年 - 人文社会科学研究所設置
- 2001年 - 創立10周年記念式典
- 2003年 - 大学基準協会加盟
- 2004年 - 人文学部に共生社会学科設置。共生社会学科に社会福祉士国家試験受験資格課程設置。英語英米文学科を英語文化コミュニケーション学科に改組
- 2005年 - 創立15周年記念セミナー。人文学部国際文化学科に教職課程（公民）設置。創立15周年記念セミナー、創立15周年記念講演会開催
- 2006年 - 人文学部国際文化学科に教職課程（社会）設置。まちの駅よろず新発田学研究センター開設
- 2010年 - 創立20周年記念式典
- 2012年 - 人文学部国際文化学科に教職課程（地理歴史）設置
- 2015年 - 学生支援センターを設置。創立25周年記念講演会、創立25周年記念シンポジウム開催
- 2016年 - 学生寮をイクネスしばた内に開設
- 2017年 - ラーニングコモンズ開設。法人・高校創立50周年、大学創立25周年記念式典

## 学部
- 人文学部
  - 国際文化学科
    - 歴史探究コース
    - 多文化理解コース
    - 国際社会コース
    - 情報メディアコース

  - 英語文化コミュニケーション学科
    - 英語教育コース
    - キャリア英語コース
    - 文学・文化コース

  - 共生社会学科
    - ソーシャルワーク・コース
    - ソーシャルビジネス・コース

## 学生生活
交通アクセス
- 電車：白新線・佐々木駅下車、大学の無料バス利用
- 車：新新バイパス・新発田インターチェンジからすぐ
- 路線バス：新潟交通 E4大形線ほか 「敬和学園大学前」下車

施設設備
- 教室（24教室）、体育館（パーム館）、 図書館、学生食堂（オレンジホール）
- 部室棟、テニスコート、アーチェリー場
- 学生寮（イクネスしばたMINTO館内）

学園祭
- 敬和祭

サークル活動
- スポーツ系：バドミントン部、アーチェリー部、サッカー部、女子バレーボール部　他
- 文化系：ブラスバンド部、軽音楽部、敬和国際ボランティア　他

## 大学の特色
国際交流
- 海外からの長期留学生数は約50名ほど、大多数が中国からの留学生だが、韓国やスペイン、イタリア、ロシア出身の留学生などもいる。

海外留学
- 海外の大学との学術提携により海外留学の機会が与えられている。長期海外留学を経験した日本人教員や外国人教員もいる。
- 種類は短期留学（4〜5週間）、長期留学（15週間）、自由留学の三つの制度に分けられる。主に大学が結んでいる提携校への留学となる。提携校の国籍についてはアメリカ・中国・オーストラリア・イギリスである。

教職課程
- 国際文化学科と英語文化コミュニケーション学科では、それぞれ社会科（中学校）、公民科（高等学校）ならびに英語科（中学校及び高等学校）の教職課程を設けている。2年次に英語科の希望者は、市内の中学校にインターンシップへも行ける。3年次に英語科の生徒は聖籠中学校へ1週間の教育実習へ行き、その後1週間に1度中学校を訪問し、Teaching Assistantとして授業の補助などを行う。その後、4年次に母校にて教壇実習を2週間行う。社会科・公民科については4年次に母校にて3週間の教育実習を行うこととなっている。3年次には教育実習が行われない。
- 2年次には、国立妙高少年自然の家に行き、さまざまな活動を通して教員として必要な素質を養い、仲間意識の向上を目指す。
- 取得可能な教員免許状は英語（中学校・高等学校）ならびに社会（中学校）と公民（高等学校）であり、それぞれ一種免許状である。
- 「小学校教員養成特別プログラム」の履修（玉川大学通信教育部（教育学部教育学科）との併修）により、小学校教諭二種免許状の取得も可能。一定の成績基準を満たすことが履修条件で、履修可能なのは各学年約10名。

単位互換
- 放送大学学園と単位互換協定を結んでおり、放送大学で取得した単位を卒業に要する単位として認定することができる[1]

## 大学関係者
- 特任准教授：松浦進二（バドミントン部監督。1992年バルセロナオリンピックバドミントン5位入賞）
- 元非常勤講師：西村智奈美(衆議院議員、立憲民主党幹事長)
- 元専任講師、助教授：前嶋和弘（国際政治学者、上智大学総合グローバル学部教授）

## 出身人物
- 武下利一（トナミ運輸所属のバドミントン選手）
- 高井瑛子（新潟テレビ21アナウンサー）